# Acherontia septentrionalischinensis
Acherontia septentrionalischinensis är en fjärilsart som beskrevs av Nikolai Vasilievich Pavlov 1932. Acherontia septentrionalischinensis ingår i släktet Acherontia och familjen svärmare. Inga underarter finns listade i Catalogue of Life.